# 수정주의 (마르크스주의)
수정 마르크스주의(러시아어: Ревизионизм, 영어: Revision marxism)는 공산주의의 기초가 되는 '자본주의 붕괴론'을 부정하는 마르크스주의 조류를 뜻하며, 1910년대 후반, 당시 공산주의자들은 혁명을 부정하는 개량주의자나 사회민주주의자를 비판하는 용어로 자주 썼다. 수정주의적 마르크스주의는 사회개량주의자였던 에두아르트 베른슈타인이 개량주의의 여러 이론들을 종합하여 사회민주주의라는 이름으로 바뀌었다.
이에 대응하는 표현으로는 반수정주의가 있다. 1950년대에는 중공업 반대가 수정주의였다. 1960년대에는 마오쩌둥이 니키타 흐루쇼프의 탈스탈린 정책과 수정주의를 비판하여 중소 관계가 멀어졌다.

## 같이 보기
- 아나르코공산주의
- 브레즈네프 독트린
- 도이 머이
- 유럽공산주의
- 주체사상
- 합법적 마르크스주의
- 시장사회주의
- 루마니아의 국민공산주의
- 티토주의
- 생디칼리슴
- 중국 특색 사회주의
- 서구마르크스주의